# Reservatet
Reservatet er en dansk dramaserie fra 2025 om en forsvunden au pair, der udspiller sig i et rigmandsmiljø nord for København. Serien er instrueret af Per Fly efter et manuskript af serieskaberen Ingeborg Topsøe samt Ina Bruhn og Mads Tafdrup. Serien består af seks afsnit på hver cirka 35 minutter. Serien havde premiere 15. maj 2025 på Netflix og blev med 10 millioner visninger i den første uge den mest sete ikke-engelsksprogede serie på streamingtjenesten.
Seriens titel er en reference til Gentofte Kommune og nabokommunerne umiddelbart nord for København.

## Handling
Karriereadvokaten Mike bor sammen med sin kone Cecilie i en privilegeret rigmandsghetto. På samme vej bor Mikes arbejdsgiver Rasmus og hans hustru Katarina. Begge familier har en filippinsk au pair, henholdsvis Angel og Ruby, der passer deres børn. Ruby forsvinder imidlertid sporløst kort efter, at hun har forsøgt at fortælle Cecilie, at der er noget fordækt i hendes værtsfamilie. Politikvinden Aicha efterforsker forsvindingssagen, som hurtigt udvikler sig. Også Cecilies nysgerrighed er vakt, og hun kommer til at danne et makkerpar med Aicha. Serien er samtidig et slags portræt af et overklassemiljø fra Danmarks rigeste område nord for København, som vises fra sin mindst flatterende side.

## Medvirkende
- Marie Bach Hansen som Cecilie
- Excel Busano som Angel
- Donna Levkovski som Ruby
- Simon Sears som Mike
- Danica Curcic som Katarina
- Frode Bilde Rengsholt som Oscar
- Sara Fanta Traore som politikvinden Aicha
- Henrik Prip som Aichas overordnede
- Lars Ranthe som Rasmus
- Lucas Zuperka som Viggo

## Modtagelse
Tv-serien fik generelt ros i de danske medier. Weekendavisen kaldte den "en i dansk kontekst sjældent vellavet krimi, der leverer en reel og sammenhængende samfundskritik". Filmmagasinet Ekko gav tv-serien fem stjerner og skrev, at historien var en medrivende krimisag, der samtidig effektivt tog favntag med overklassens hykleri. Per Fly udleverede med serien ifølge anmelderen samtidig hele au pair-ordningen i små, men sigende streger. I Politiken gav anmelderen Eva Eistrup tre hjerter og mente, at serien var ambitiøs og filmisk smuk, men var for forudsigelig, og at den havde for meget distance til de personer, den portrætterede. Berlingske offentliggjorde to forskellige anmeldelser af tv-serien: En af avisens sædvanlige filmanmeldere, Sarah Iben Almbjerg, tildelte fire stjerner og skrev, at serien udfordrede danskernes selvgodhed: Selvom den bød på flere faste rigmandsklicheer, dykkede den også et lag længere ned, hvor danskerne fik rig mulighed for at reflektere over deres syn på sig selv og deres samfund, hvor det ifølge anmelderen i de senere år var blevet klart, at der er kommet tydelig forskel på top og bund. Derudover indbød Berlingske en gæsteanmelder i form af den tidligere au pair Avelyn Amba Almbjerg (Sarah Iben Almbjergs svigerinde). Hun gav serien fem stjerner og skrev, at hun følte sig dybt ramt af tv-serien, som føltes, som om den handlede om hende selv, og ærligt viste, hvor forskelligt en au pairs liv kunne forme sig, afhængigt af værtsfamiliens væremåde. I Information mente Bodil Skovgaard Nielsen, at serien var et forfriskende dansk klassedrama, netop fordi den ikke bad seerne om at leve sig ind i de rige skurkes plagede psyker, men blot registrerede deres opførsel, mens dramaet udfoldede sig.

### Seertal
Reservatet opnåede 10,3 millioner visninger i den første uge, den var tilgængelig på Netflix, og var dermed den mest sete ikke-engelsksprogede serie på streamingtjenesten i den pågældende uge og den næstmest sete serie i ugen, hvis man også medregnede engelsksprogede serier.